# Liste des gouverneurs actuels des régions guinéennes
Cette page dresse la liste des gouverneurs actuels des 8 régions guinéennes.

## Gouverneurs
| Région    | Nom                               | Depuis (le)       |
| --------- | --------------------------------- | ----------------- |
| Boké      | colonel Sékouba Camara            | 7 septembre 2021  |
| Conakry   | Général de brigade M'Mahawa Sylla | 10 septembre 2021 |
| Faranah   | Colonel Malick Diakité            | 7 septembre 2021  |
| Kankan    | Colonel Moussa Condé              | 18 mai 2023       |
| Kindia    | Général DS Aboubacar Diakité      | 18 mai 2023       |
| Labé      | Colonel Robert Soumah             | 1er novembre 2021 |
| Mamou     | Colonel Aly Badra Camara          | 6 septembre 2021  |
| Nzérékoré | Général Mohamed Lamine Keita      | 6 septembre 2021  |